# 旧五十嵐家住宅 (福島県只見町)
旧五十嵐家住宅（きゅういがらしけじゅうたく）は、福島県只見町にある農家（本百姓）の住宅。1972年（昭和47年）5月15日に国の重要文化財に指定された。

## 概要
柱の墨書から、施主は瀧口大作で享保3年（1718年）に酒井孝左衛門という大工によって建築された。福島県で最も古い農家住宅の建物である。屋根は茅葺で、内部は桁行7間（約13.3m）、梁間4間（約7.6m）である。
1972年（昭和47年）5月15日に国の重要文化財に指定された後、只見町が買い上げ、翌年に只見町上町から叶津字居平に移築された。

## 周辺
- 八十里越・叶津番所